# Castell de Florejacs

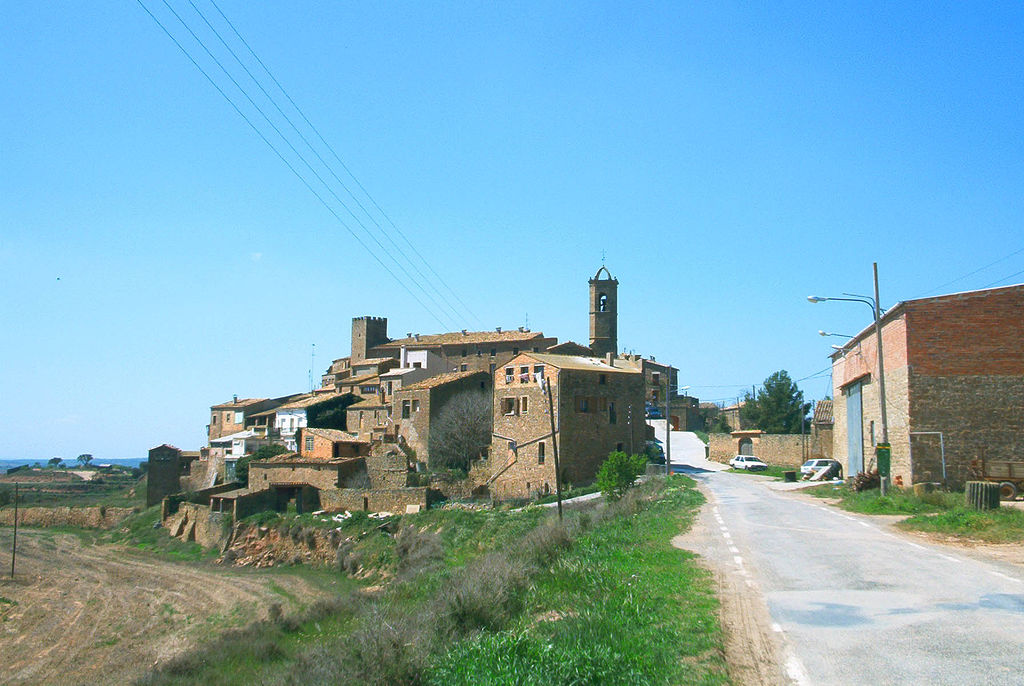
Vista de Florejacs on sobresurt la torre del castell a l'esquerra

El Castell de Florejacs és un monument del municipi de Torrefeta i Florejacs (Segarra) declarat Bé Cultural d'Interès Nacional.
A 10 km per carretera a l'oest de Guissona, s'alça sobre un petit turó, el poble de Florejacs, antic cap de municipi que va ser unit en època moderna al de Torrefeta. La silueta del poble, emmarcada per la torre del castell i pel campanar de l'església, destacant contra el cel sobre un típic paisatge segarrenc, constitueix una de les perspectives més fascinadores de la comarca. Malgrat trobar-se pròxima a la transitada carretera que parteix de l'N-II, prop de Cervera en direcció Ponts/Andorra, la localitat és un oasi de pau, ja que el seu accés és mitjançant una petita carretera d'uns 4 km, pròxim al poble de Palou, que mor en arribar a Florejacs. Històricament, el castell de Florejacs, juntament amb el veí Castell de les Sitges, va formar part de la línia fronterera entre el món àrab i el món cristià a l'època de la Reconquesta i el repoblament de les terres de la zona.

## Exterior
Edifici de grans dimensions. A la façana que dona al carrer de baix, començant per l'esquerra, a la segona planta hi ha tres petites finestres. A la planta següent, hi ha tres finestres a la part esquerra, més a la dreta hi ha un balcó amb barana de ferro, més a la dreta hi ha una finestra amb ampit, a la seva dreta hi ha dues finestres més senzilles. A la planta següent, hi ha tres finestres a la part esquerra, i quatre a la part dreta.
A l'esquerra de la façana hi ha la torre, on a la planta baixa, hi ha una entrada que dona al carrer Avall, a la dreta de l'entrada hi ha una obertura. Uns metres a sobre, hi ha un balcó amb barana de ferro que rodeja la torre. Hi ha un accés orientat a l'oest i un al sud. Hi ha diverses petites obertures al llarg de la torre. Passada l'entrada de la torre, donant a un carrer quasi tancat, que és on hi ha l'entrada a l'edifici, hi ha dues entrades amb arc de mig punt, i a les dues plantes següents, hi ha dues finestres. Hi ha una altra entrada orientada a l'oest amb arc de mig punt, a sobre hi ha un balcó amb barana de ferro i al següent pis una finestra.

## Interior
En una petita plaça - la plaça del Castell - s'obre la porta d'entrada, mentre que a mà esquerra queda la que es destinava a cavalleries i carruatges, comunicada amb la cavallerissa i, al fons, amb celles i el calabós. En un pati que en el seu temps va ser un cementiri exterior, s'obria la porta que donava a la capella romànica del castell, avui integrada dins l'església del poble, construïda al s. XVIII i ampliada al s. XIX. La porta romànica encara subsisteix a l'interior de l'església amb l'escut Josa sobre l'arc.
Per una escala situada a l'entrada, s'arriba a la planta noble, ocupada principalment per saletes i salons. Del saló, parteix un altre tram d'escales que porta a una sala de la planta alta decorada amb armes, que dona accés a altres dependències, entre les quals, diversos dormitoris. Quant als mobles, igual que s'ha fet amb l'arquitectura, s'ha acceptat el llegat dels segles passats. Així, el recorregut per les diferents estances, permet contemplar mobles i objectes d'art procedents de totes les èpoques a partir del segle xvi, agrupats en conjunts harmònics adaptats a la vida familiar, ja que no es tracta d'un museu, sinó d'una residència viva.

## Història
Les primeres mencions documentals del castell de Florejacs són del segle xi, si bé probablement existia una fortificació més antiga, sobre la qual es va construir el castell medieval. No tan sols s'han trobat algun vestigi ibèric, sinó que el mateix nom de la fortalesa podria molt bé, ser derivat de Loreac, que en llengua ibèrica voldria significar "elevació fortificada de les flors". El nom va ser llatinitzat pels romans, com Floriacus, i d'aquí va passar a Florejacs. Durant la reconquesta de Catalunya de mans dels sarraïns, el gran cabdill de la zona, Arnau Mir de Tost, senyor d'Àger, va construir o consolidar, amb tota probabilitat, el castell medieval de Florejacs, a la fi de les seves campanyes, cap a l'any 1063.
Monreal-De Riquer afegeixen que el 1099, en un document publicat a la Marca Hispanica de P. de Marca, es fa referència als «terminos de Floreiachs». Pere Ponç, en la donació a la canònica d'Urgell fet el 1100, parla de la «villa que vulgo dicitur Floriag», i un document de 1131 ens dona a conèixer el «castrum Floriaci», que segurament es referirà al mateix. En la concòrdia de 1307, el rei concedí al comte d'Urgell íntegra jurisdicció de la Morana, Siges i Florejacs». Entenem que pot estar vinculat amb Florejacs cert repoblador de Lleida, Miró de Floregai, procedent de la Segarra —segons Lladonosa— que l'any 1150, o sigui tot just de feta la conquesta de la ciutat lleidatana, va resultar-ne beneficiat amb un solar, en alou. Uns anys després, el 1172, els templers li concedien, en cens, una vinya pròxima a Lleida. En un document del 1258, intervé Bernat de «Florejachs», qui hi és expressat com a fill de Berenguer de Montbrió. A començaments del segle xiv el castell de Florejacs pertanyia als Alamany de Cervelló, car l'any 1304 testà Guerau Alamany, concedint franquesa de tota servitud, pel terme de deu anys a partir de la seva mort, als pobladors de Florejacs i les Sitges.
En el fogatjament de vers el 1381, Florejacs, amb 4 focs, figura en la vegueria de Lleida. Florejacs era una vila emmurallada de considerable importància, si hem de jutjar pels amples panys de mur atalussat que conserva encara. La resta més interessant és el portal cantoner que s'obre sota una torre alta i quadrada, en l'interior de la qual encara es veuen les frontisses de pedra de la pesada porta que la tancava. Sembla que aquesta magnífica torre, d'una construcció característica del segle xiv, formava part d'un gran castell arrambat a la muralla, del qual queda memòria en la tradició local.

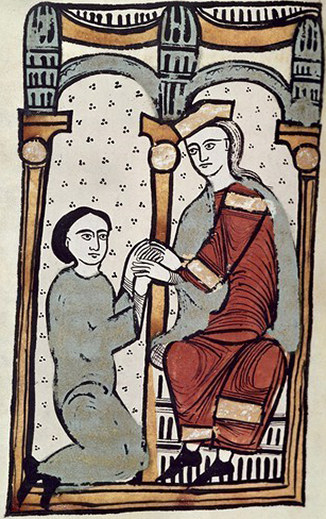
Arnau encomanant-se a Ermengol II d'Urgell abans de prendre del castell d'Àger (Liber feudorum maior).

La baronia de Florejacs, jurisdicció senyorial centrada en el castell homònim que pertangué als Josa, passà als Cortit (1571), als Bartomeu (1574), als Aguiló (1613), als Ribera (1625) i, des del 1741, als marquesos de Gironella. De Francesc de Ribera i de Bartomeu, baró de Florejacs, i muller (Maria d'Espuny i de Claramunt, senyora de la baronia de Rivert i del castell de Claramunt), nasqué, el 1688, a Barcelona, Josep Antoni de Ribera, qui, juntament amb el seu germà Carles (ferit en la defensa de Barcelona el 1714), fou un decidit austriacista en la lluita contra Felip V. El rei dels catalans Carles III premià el baró de Florejacs amb el títol de comte de Claramunt. Després d'endurar privacions, el 1725 Josep Antoni de Ribera va recobrar els seus castells i baronies de Claramunt, Florejacs i Rivert. Una seva sexta neta, Pilar de Febrer Sanllehy, marquesa de Villa-Palma d'Encalada (va rehabilitar el títol una vegada va morir el seu germà, ja que el fill primogènit del marquès, Josep Antoni de Febrer Monforte, no va voler fer-ho) va reclamar en els anys 60, sense èxit, la rehabilitació del títol comtal de Claramunt. Un net seu també ho va intentar el 1985, donant-se en aquell moment un expedient de millor dret amb Josep Maria de Febrer y de los Rios. Després d'un informe positiu del Ministeri de Justicia i dos informes del Consejo de Estado a favor d'aquest segon pretendent, no es va arribar a signar però carta real de successió del títol de comte de Claramunt a favor d'en Josep Maria de Febrer y de los Rios, si bé l'ostenta socialment i legítimament.
La part vella del poble és tancada dins un recinte que segueix la forma del que va ser la muralla del castell medieval. La part que es conserva de la fortificació, que ocupa el sector est, on es fa més patent la part atalussada del baluard, és el conjunt format per una torre amb merlets del segle xiv, i el basament de la muralla, presumiblement del segle xi, sobre el qual s'assenta un casal senyorial del segle XVI.
A l'edat mitjana no existia el poble, i tan sols vivien al lloc els habitants del castell i un reduït nombre de persones del seu servei. Segons dades de l'any 1380, Florejacs només constava de 4 focs. Després de moltes modificacions, com la prosperitat econòmica del senyor, l'any 1715, Florejacs ja constava d'unes 18 cases, i al principi d'aquest segle, una cinquantena de cases, i prop de 200 habitants (nombre que a hores d'ara, ha minvat considerablement).